# Boston-Marathon 1930
| 34. Boston-Marathon    | 34. Boston-Marathon        |
| ---------------------- | -------------------------- |
| Stadt                  | Boston, Vereinigte Staaten |
| Datum                  | 19. April 1930             |
| Distanz                | 41,1 – 42,2 Kilometer      |
| Sieger                 |                            |
| Männer                 | Clarence DeMar (2:34:48 h) |
| ← Boston-Marathon 1929 | Boston-Marathon 1931 →     |
| Website                | Offizielle Website         |

Der Boston-Marathon 1930 war die 34. Ausgabe der jährlich stattfindenden Laufveranstaltung in Boston, Vereinigte Staaten. Der Marathon fand am 19. April 1930 statt. Die Laufdistanz betrug zwischen 41,1 und 42,2 Kilometer.
Es gewann Clarence DeMar in 2:34:48 h.

## Ergebnis
| Platz | Athlet               | Land               | Zeit (h) |
| ----- | -------------------- | ------------------ | -------- |
| 01    | Clarence DeMar       | Vereinigte Staaten | 2:34:48  |
| 02    | Ville Kyrönen        | Finnland           | 2:36:27  |
| 03    | Yrjö Korholin-Koski  | Finnland           | 2:38:21  |
| 04    | Harold Webster       | Kanada             | 2:39:27  |
| 05    | Gabriel Ruotsalainen | Finnland           | 2:41:05  |
| 06    | Ronald B. O’Toole    | Vereinigte Staaten | 2:41:55  |
| 07    | Jock Semple          | Vereinigte Staaten | 2:44:29  |
| 08    | James Henigan        | Vereinigte Staaten | 2:46:38  |
| 09    | Silas McLellan       | Kanada             | 2:50:49  |
| 10    | Gordon Norman        | Vereinigte Staaten | 2:53:17  |